# Уједињено Краљевство на Светском првенству у атлетици на отвореном 2022.
Уједињено Краљевство је учествовало на 18. Светском првенству у атлетици на отвореном 2022. одржаном у Јуџину  од 15. до 25. јула осаммнаести пут, односно учествовало је на свим првенствима до данас. Репрезентацију Уједињеног Краљевства представљала су 68 учесника (33 мушкараца и 35 жене) који су се такмичили у 38 дисциплина (17 мушких, 20 женских и 1 мешовита).,
На овом првенству Уједињено Краљевство је по броју освојених медаља заузело 11. место са 7 освојених медаља (1 златна, 1 сребрна и 5 бронзане). У табели успешности према броју и пласману такмичара који су учествовали у финалним такмичењима (првих 8 такмичара) Уједињено Краљевство је са 14 учесника у финалу заузело 5. место са 68 бодова.
| Плас. | Земља            | 1. место | 2. место | 3. место | 4. место | 5. место | 6. место | 7. место | 8. место | Бр. финал. | Бод. |
| ----- | ---------------- | -------- | -------- | -------- | -------- | -------- | -------- | -------- | -------- | ---------- | ---- |
| 5.    | Велика Британија | 1        | 1        | 5        | 1        | 3        | 1        | 1        | 1        | 14         | 68   |

## Учесници
| Мушкарци: - Жарнел Хјуз — 100 м, 4х100 м - Рис Прескод — 100 м, 4х100 м - Нетанил Мичел Блејк — 200 м, 4х100 м - Џо Фергусон — 200 м - Адам Џемили — 200 м, 4х100 м - Метју Хадсон-Смит — 400 м - Алекс Хејдок-Вилсон — 400 м, 4х400 м (м+ж) - Кајл Лангфорд — 800 м - Данијел Ровден — 800 м - Макс Бергин — 800 м - Џејк Вајтман — 1.500 м - Џош Кер — 1.500 м - Нил Горлеј — 1.500 м - Марк Скот — 5.000 м - Ендру Бучарт — 5.000 м - Сем Аткин — 5.000 м - Патрик Девер — 10.000 м - Џош Грифитс — Маратон - Џошуа Зелер — 110 м препоне - Ендру Пози — 110 м препоне - Дејвид Кинг — 110 м препоне - Аластер Чалмерс — 400 м препоне - Крис Макалистер — 400 м препоне - Јона Ефолоко — 4х100 м - Џозеф Брајер — 4х400 м (м+ж) - Џоел Кларк-Кан — Скок увис - Хари Копел — Скок мотком - Бенџамин Вилијамс — Троскок - Скот Линколн — Бацање кугле - Лоренс Окоје — Бацање диска - Николас Перси — Бацање диска - Ник Милер — Бацање кладива | Жене - Дина Ашер-Смит — 100 м, 200 м, 4 х 100 м - Дарил Неита — 100 м, 4 х 100 м - Имани Лансикуот — 100 м, 4 х 100 м - Бет Добин — 200 м - Викторија Охуруогу — 400 м, 4 х 400 м - Nicole Yeargin — 400 м, 4 х 400 м - Ама Пипи — 400 м, 4 х 400 м - Кили Хоџкинскон — 800 м - Џема Рики — 800 м - Александра Бел — 800 м - Ели Бејкер — 800 м - Лора Мјур — 1.500 м - Кејти Сноуден — 1.500 м - Мелиса Кортни-Брајант — 1.500 м - Ајлиш Маколган — 5.000 м, 10.000 м - Џесика Џад — 5.000 м, 10.000 м - Ејми-Елоиз Марковц — 5.000 м - Џес Пјасецки — Маратон - Роуз Харви — Маратон - Шарлот Пердју — Маратон - Синди Сембер — 100 м препоне - Џеси Најт — 400 м препоне, 4 х 400 м - Лина Нилсен — 400 м препоне - Ејме Прат — 3.000 м препреке - Елизабет Берд — 3.000 м препреке - Аша Филип — 4 х 100 м - Ешли Нелсон — 4 х 100 м - Лави Нилсен — 4 х 400 м, 4х400 м (м+ж) - Зои Кларк — 4х400 м (м+ж) - Емили Бортвик — Скок увис - Лора Зиалор — Скок увис - Морган Лејк — Скок увис - Моли Кодери — Скок мотком - Холи Бредшоу — Скок мотком - Џасмин Сајерс — Скок удаљ - Лорејн Јуџен — Скок удаљ - Наоми Мецгер — Троскок - Амелија Стриклер — Бацање кугле - Софи Макина — Бацање кугле - Џејд Лали — Бацање диска - Катарина Џонсон-Томпсон — Седмобој |

## Освајачи медаља (7)

### Злато (1)
- Џејк Вајтман — 1.500 м

### Сребро (1)
- Кили Хоџкинскон — 800 м

### Бронза (5)
- Метју Хадсон-Смит — 400 м
- Јона Ефолоко, Жарнел Хјуз 
 Нетанил Мичел Блејк, Рис Прескод — 4 x 100 м
- Дина Ашер Смит — 200 м
- Лора Мјур — 1.500 м
- Викторија Охуруогу, Nicole Yeargin 
 Џеси Најт, Лави Нилсен — 4 x 400 м

## Резултати

### Мушкарци
| Атлетичар                                                                | Дисциплина     | Лични рекорд | Квалификације        | Квалификације  | Полуфинале            | Полуфинале           | Финале                | Финале               | Детаљи |
| Атлетичар                                                                | Дисциплина     | Лични рекорд | Резултат             | Место          | Резултат              | Место                | Резултат              | Место                | Детаљи |
| ------------------------------------------------------------------------ | -------------- | ------------ | -------------------- | -------------- | --------------------- | -------------------- | --------------------- | -------------------- | ------ |
| Жарнел Хјуз                                                              | 100 м          | 9,91         | 10,08 (.077) КВ, ЛРС | 2. у гр. 2     | 10,13                 | 3. у гр. 2           | Није се квалификовао  | 12 / 67 (71)         |        |
| Рис Прескод                                                              | 100 м          | 9,93         | 10,15 (.145)         | 4. у гр. 4     | Није се квалификовао  | Није се квалификовао | Није се квалификовао  | 23 / 67 (71)         |        |
| Нетанил Мичел Блејк                                                      | 200 м          | 19,95        | 20,11 КВ             | 3. у гр. 3     | 20,30                 | 4. у гр. 1           | Нису се квалификовали | 12 / 44 (49)         |        |
| Џо Фергусон                                                              | 200 м          | 20,23        | 20,33 кв             | 4. у гр. 1     | 20,30                 | 7. у гр. 2           | Нису се квалификовали | 18 / 44 (49)         |        |
| Адам Џемили                                                              | 200 м          | 19,97        | 20,60 (.596)         | 4. у гр. 6     | Није се квалификовао  | Није се квалификовао | Није се квалификовао  | 28 / 44 (49)         |        |
| Метју Хадсон-Смит                                                        | 400 м          | 44,35 НР     | 45,49 КВ             | 1. у гр. 6     | 44,38                 | 2. у гр. 1           | 44,66                 |                      |        |
| Алекс Хејдок-Вилсон                                                      | 400 м          | 45,57        | 45,62 КВ, ЛРС        | 3. у гр. 1     | 45,08                 | 4. у гр. 3           | Нису се квалификовали | 10 / 41              |        |
| Кајл Лангфорд                                                            | 800 м          | 1:44,61      | 1:45,68 КВ           | 2. у гр. 2     | 1:45,91               | 4. у гр. 1           | Нису се квалификовали | 11 / 42 (45)         |        |
| Данијел Ровден                                                           | 800 м          | 1:44,09      | 1:45,53 кв, ЛРС      | 4. у гр. 6     | 1:46,27               | 3. у гр. 2           | Нису се квалификовали | 14 / 42 (45)         |        |
| Макс Бергин                                                              | 800 м          | 1:43,52      | Није стартовао       | Није стартовао | Није се квалификовао  | Није се квалификовао | Није се квалификовао  | Није се квалификовао |        |
| Џејк Вајтман                                                             | 1.500 м        | 3:29,47      | 3:35,31 КВ           | 4. у гр. 2     | 3:34,48 КВ            | 7. у гр. 2           | 3:29,23 СРС           |                      |        |
| Џош Кер                                                                  | 1.500 м        | 3:29,05      | 3:38,94 КВ           | 1. у гр. 3     | 3:36,92 КВ            | 1. у гр. 1           | 3:30,60 ЛРС           | 5 / 41 (42)          |        |
| Нил Горлеј                                                               | 1.500 м        | 3:34,85      | 3:36,54 КВ           | 6. у гр. 1     | 3:37,22               | 6. у гр. 1           | Није се квалификовао  | 14 / 41 (42)         |        |
| Марк Скот                                                                | 5.000 м        | 12:57,08     | 13:22,54 кв          | 8. у гр. 2     |                       |                      | 13:41,04              | 14 / 41 (45)         |        |
| Ендру Бучарт                                                             | 5.000 м        | 13:06,21     | 13:31,26 ЛРС         | 9. у гр. 1     | Нису се квалификовали | 20 / 41 (42)         |                       |                      |        |
| Сем Аткин                                                                | 5.000 м        | 13:03,64     | 13:34,36             | 10. у гр. 1    | Нису се квалификовали | 21 / 41 (42)         |                       |                      |        |
| Патрик Девер                                                             | 10.000 м       | 27:23,88     |                      |                |                       |                      | 29:13,88              | 23 / 24              |        |
| Џош Грифитс                                                              | Маратон        | 2:11:28      | 2:17:37              | 49 / 54 (63)   |                       |                      |                       |                      |        |
| Џошуа Зелер                                                              | 110 м препоне  | 13,19        | 13,41 КВ             | 3. у гр. 2     | 13,31 КВ              | 2. у гр. 1           | 13,33                 | 5 / 38 (40)          |        |
| Ендру Пози                                                               | 110 м препоне  | 13,14        | 13,45 КВ             | 3. у гр. 1     | 13,35                 | 6. у гр. 3           | Нису се квалификовали | 11 / 38 (40)         |        |
| Дејвид Кинг                                                              | 110 м препоне  | 13,37        | 13,57 КВ             | 4. у гр. 5     | 13,51                 | 7. у гр. 2           | Нису се квалификовали | 20 / 38 (40)         |        |
| Аластер Чалмерс                                                          | 400 м препоне  | 48,80        | 49,37 кв             | 5. у гр. 4     | 50,54                 | 6. у гр. 1           | Нису се квалификовали | 21 / 35 (37)         |        |
| Крис Макалистер                                                          | 400 м препоне  | 49,16        | 51,55                | 6. у гр. 1     | Није се квалификовао  | Није се квалификовао | Није се квалификовао  | 32 / 35 (37)         |        |
| Јона Ефолоко, Жарнел Хјуз, Нетанил Мичел Блејк, Рис Прескод, Адам Џемили | 4 х 100 м      | 37,36 НР     | 38,49 КВ             | 2. у гр. 1     |                       |                      | 37,83 НРС             |                      |        |
| Џоел Кларк-Кан                                                           | Скок увис      | 2,27         | 2,21                 | 13. у гр. Б    | Нису се квалификовали | 23 / 26 (29)         |                       |                      |        |
| Хари Копел                                                               | Скок мотком    | 5,85         | 5,50                 | 10. у гр. А    | Нису се квалификовали | 19 / 28 (32)         |                       |                      |        |
| Бен Вилијамс                                                             | Троскок        | 17,27        | 15,98                | 15. у гр. А    | Нису се квалификовали | 26 / 27 (29)         |                       |                      |        |
| Скот Линколн                                                             | Бацање кугле   | 21,28        | 19,97                | 8. у гр. А     | Нису се квалификовали | 16 / 29 (30)         |                       |                      |        |
| Лоренс Окоје                                                             | Бацање диска   | 68,24 НР     | 63,57                | 9. у гр. А     | Нису се квалификовали | 13 / 29 (30)         |                       |                      |        |
| Николас Перси                                                            | Бацање диска   | 65,00        | 63,20                | 5. у гр. Б     | Нису се квалификовали | 14 / 29 (30)         |                       |                      |        |
| Ник Милер                                                                | Бацање кладива | 80,26 НР     | 77,13 кв, ЛРС        | 4. у гр А      | 73,74                 | 11 / 28 (30)         |                       |                      |        |

### Жене
| Атлетичарка                                                          | Дисциплина       | Лични рекорд | Квалификације        | Квалификације      | Полуфинале            | Полуфинале            | Финале                | Финале       | Детаљи |
| Атлетичарка                                                          | Дисциплина       | Лични рекорд | Резултат             | Место              | Резултат              | Место                 | Резултат              | Место        | Детаљи |
| -------------------------------------------------------------------- | ---------------- | ------------ | -------------------- | ------------------ | --------------------- | --------------------- | --------------------- | ------------ | ------ |
| Дина Ашер-Смит                                                       | 100 м            | 10,83 НР     | 10,84 КВ, ЛРС        | 1. у гр. 5         | 10,89 КВ              | 2. у гр. 1            | 10,83 =НР, =ЛР        | 4 / 47       |        |
| Дарил Неита                                                          | 100 м            | 10,93        | 10,95 (.944) КВ, ЛРС | 2. у гр. 2         | 10,97                 | 4. у гр. 1            | Није се квалификовала | 11 / 47      |        |
| Имани Лансикуот                                                      | 100 м            | 11,09        | 11,31                | 4. у гр. 1         | Није се квалификовала | Није се квалификовала | Није се квалификовала | 24 / 49      |        |
| Дина Ашер-Смит                                                       | 200 м            | 21,89 НР     | 22,32 КВ             | 1. у гр. 4         | 22,16 КВ              | 2. у гр. 2            | 21,88 НР, ЛР          |              |        |
| Бет Добин                                                            | 200 м            | 22,50        | 23,04                | 4. у гр. 3         | Није се квалификовала | Није се квалификовала | Није се квалификовала | 19 / 44 (45) |        |
| Викторија Охуруогу                                                   | 400 м            | 51,05        | 51,07 КВ             | 3. у гр. 6         | 50,99 ЛР              | 5. у гр. 1            | Нису се квалификовале | 11 / 43      |        |
| Nicole Yeargin                                                       | 400 м            | 50,96        | 51,17 кв, ЛРС        | 4. у гр. 2         | 51,22                 | 4. у гр. 2            | Нису се квалификовале | 14 / 43      |        |
| Ама Пипи                                                             | 400 м            | 50,83        | 51,32 КВ             | 3. у гр. 3         | 52,28                 | 8. у гр. 3            | Нису се квалификовале | 22 / 43      |        |
| Кили Хоџкинскон                                                      | 800 м            | 1:55,88      | 2:00,88 КВ           | 1. у гр. 2         | 1:58,51 КВ            | 1. у гр. 2            | 1:56,38               |              |        |
| Џема Рики                                                            | 800 м            | 1:56,90      | 1:59,09 КВ           | 2. у гр. 1         | 2:00,43               | 5. у гр. 1            | Нису се квалификовале | 15 / 45      |        |
| Александра Бел                                                       | 800 м            | 1:57,66      | 2:01,25 кв           | 4. у гр. 4         | 2:00,82               | 7. у гр. 3            | Нису се квалификовале | 17 / 45      |        |
| Ели Бејкер                                                           | 800 м            | 1:59,54      | 2:01,72 КВ           | 3. у гр. 3         | 2:02,77               | 8. у гр. 2            | Нису се квалификовале | 24 / 45      |        |
| Лора Мјур                                                            | 1.500 м          | 3:54,50 НР   | 4:07,53 КВ           | 2. у гр. 1         | 4:01,78 КВ, ЛРС       | 2. у гр. 1            | 3:55,28 ЛРС           |              |        |
| Кејти Сноуден                                                        | 1.500 м          | 4:02,77      | 4:06,92 кв           | 10. у гр. 2        | 4:08,29               | 10. у гр. 2           | Није се квалификовала | 20 / 42      |        |
| Мелиса Кортни-Брајант                                                | 1.500 м          | 4:01,81      | 4:09,07              | 11. у гр. 3        | Није се квалификовала | Није се квалификовала | Није се квалификовала | 31 / 42      |        |
| Ајлиш Маколган                                                       | 5.000 м          | 14:28,55 НР  | 14:56,47 кв, ЛРС     | 7. у гр. 2         |                       |                       | 15:03,03              | 11 / 35 (37) |        |
| Џесика Џад                                                           | 5.000 м          | 14:57,19     | 14:57,64 кв          | 8. у гр. 2         | 15:19,88 ЛР           | 13 / 35 (37)          |                       |              |        |
| Ејми-Елоиз Марковц                                                   | 5.000 м          | 15:03,22     | 15:31,62 ЛРС         | 12. у гр. 1        | Није се квалификовала | 25 / 35 (37)          |                       |              |        |
| Ајлиш Маколган                                                       | 10.000 м         | 30:19,02     |                      |                    |                       |                       | 30:34,60              | 10 / 19 (20) |        |
| Џесика Џад                                                           | 10.000 м         | 31:20,96     | 30:35,93 ЛР          | 11 / 19 (20)       |                       |                       |                       |              |        |
| Џес Пјасецки                                                         | Маратон          | 2:22:27      | 2:28:41              | 12 / 32 (41)       |                       |                       |                       |              |        |
| Роуз Харви                                                           | Маратон          | 2:27:20      | Нису завршиле трку   | Нису завршиле трку |                       |                       |                       |              |        |
| Шарлот Пердју                                                        | Маратон          | 2:23:26      | Нису завршиле трку   | Нису завршиле трку |                       |                       |                       |              |        |
| Синди Сембер                                                         | 100 м препоне    | 12,53        | 12,67 КВ             | 2. у гр. 6         | 12,50 кв, НР, ЛР      | 4. у гр. 1            | 12,38                 | 5 / 38 (42)  |        |
| Џеси Најт                                                            | 400 м препоне    | 54,09        | 55,48 КВ             | 4. у гр. 3         | 55,39                 | 7. у гр. 2            | Није се квалификовала | 18 / 36 (37) |        |
| Лина Нилсен                                                          | 400 м препоне    | 54,73        | 57,42                | 8. у гр. 4         | Није се квалификовала | Није се квалификовала | Није се квалификовала | 33 / 36 (37) |        |
| Ејме Прат                                                            | 3.000 м препреке | 9:25,48      | 9:18,91 кв, НР, ЛР   | 6. у гр. 2         |                       |                       | 9:15,64 НР, ЛР        | 7 / 42       |        |
| Елизабет Берд                                                        | 3.000 м препреке | 9:19,46      | 9:23,17              | 1. у гр. 1         | Није се квалификовала | 20 / 42               |                       |              |        |
| Аша Филип, Имани Лансикуот, Дина Ашер-Смит, Дарил Неита, Ешли Нелсон | 4 х 100 м        | 41,55 НР     | 41,99 КВ, СРС        | 1. у гр. 1         | 42,75                 | 6 / 16                |                       |              |        |
| Викторија Охуруогу, Nicole Yeargin, Џеси Најт, Лави Нилсен, Ама Пипи | 4 х 400 м        | 3:20,04 НР   | 3:23,92 КВ, НРС      | 2. у гр. 1         | 3:22,64 НРС           |                       |                       |              |        |
| Емили Бортвик                                                        | Скок увис        | 1,93         | 1,81                 | 13. у гр. Б        | Нису се квалификовале | 25 / 29 (30)          |                       |              |        |
| Лора Зиалор                                                          | Скок увис        | 1,91         | 1,81                 | 13. гр. А          | Нису се квалификовале | 27 / 29 (30)          |                       |              |        |
| Морган Лејк                                                          | Скок увис        | 1,97         | Није стартовала      | Није стартовала    | Није се квалификовала | Није се квалификовала |                       |              |        |
| Моли Кодери                                                          | Скок мотком      | 4,60         | 4,20                 | 12. у гр. Б        | Није се квалификовала | 25 / 28 (30)          |                       |              |        |
| Холи Бредшоу                                                         | Скок мотком      | 4,90 НР      | Без пласмана         | Без пласмана       | Није се квалификовала | Није се квалификовала |                       |              |        |
| Џасмин Сајерс                                                        | Скок удаљ        | 6,90         | 6,68 кв              | 5. у гр. Б         | 6,62                  | 9 / 25 (28)           |                       |              |        |
| Лорејн Јуџен                                                         | Скок удаљ        | 7,05         | 6,68 кв              | 5. у гр. А         | 6,53                  | 10 / 25 (28)          |                       |              |        |
| Наоми Мецгер                                                         | Троскок          | 14,22        | 13,97                | 7. у гр. Б         | Нису се квалификовале | 18 / 28               |                       |              |        |
| Амелија Стриклер                                                     | Бацање кугле     | 18,18        | 17,40                | 12. у гр А         | Нису се квалификовале | 22 / 29               |                       |              |        |
| Софи Макина                                                          | Бацање кугле     | 18,61        | 17,21                | 11. у гр Б         | Нису се квалификовале | 23 / 29               |                       |              |        |
| Џејд Лали                                                            | Бацање диска     | 65,10        | 58,21                | 8. у гр. А         | Нису се квалификовале | 18 / 30               |                       |              |        |

#### Седмобој
| Дисциплина    | Катарина Џонсон-Томпсон | Катарина Џонсон-Томпсон | Катарина Џонсон-Томпсон | Катарина Џонсон-Томпсон | Катарина Џонсон-Томпсон | Катарина Џонсон-Томпсон |
| Дисциплина    | Лич. рек.               | Резултат                | Бод.                    | Плас.                   | Укупно                  | Плас.                   |
| ------------- | ----------------------- | ----------------------- | ----------------------- | ----------------------- | ----------------------- | ----------------------- |
| 100 м препоне | 13,09                   | 13,55 ЛРС               | 1.043                   | 13.                     | 1.043                   | 13.                     |
| Скок увис     | 1,98                    | 1,83 =ЛРС               | 1.016                   | 5.                      | 2.059                   | 6.                      |
| Бацање кугле  | 13,86                   | 12,92                   | 722                     | 12.                     | 2.781                   | 7.                      |
| 200 м         | 22,79                   | 23,62                   | 1.017                   | 2.                      | 3.798                   | 6.                      |
| Скок удаљ     | 6,92                    | 6,28                    | 937                     | 7.                      | 4.735                   | 7.                      |
| Бацање копља  | 43,93                   | 39,18                   | 652                     | 12.                     | 5.387                   | 8.                      |
| 800 м         | 2:07,26                 | 2:19,16                 | 835                     | 10.                     | 6.222                   | 8.                      |
| Седмобој      | 6.981 НР                |                         |                         |                         | 6.222 ЛРС               | 8 / 12 (16)             |

### Мешовито
| Атлетичари                                                             | Дисциплина | Лични рекорд | Квалификације | Квалификације | Полуфинале | Полуфинале | Финале                | Финале      | Детаљи |
| Атлетичари                                                             | Дисциплина | Лични рекорд | Резултат      | Место         | Резултат   | Место      | Резултат              | Место       | Детаљи |
| ---------------------------------------------------------------------- | ---------- | ------------ | ------------- | ------------- | ---------- | ---------- | --------------------- | ----------- | ------ |
| Џозеф Брајер (м) Зои Кларк (ж) Алекс Хејдок-Вилсон (м) Лави Нилсен (ж) | 4 х 400 м  | 3:11,95 НР   | 3:14,75 НРС   | 6. у гр. 1    |            |            | Нису се квалификовали | 9 / 15 (16) |        |